# Las Szpęgawski

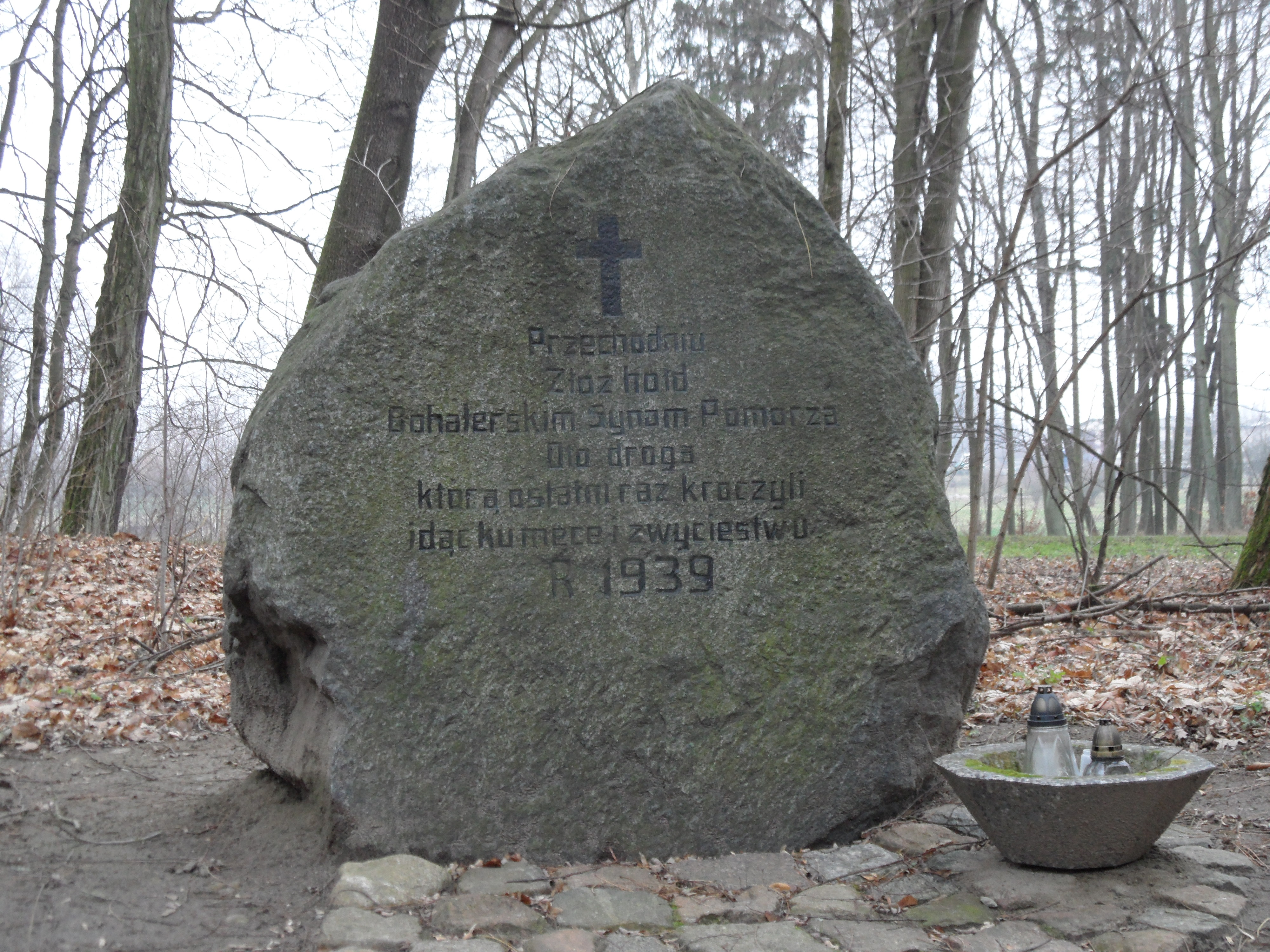
Kamień upamiętniający pomordowanych przez niemieckich nazistów w Szpęgawskim lesie

Las Szpęgawski – określenie kompleksu leśnego znajdującego się na północny wschód od Starogardu Gdańskiego. Rozciąga się on od Owidza (na południu) do Trzcińska (na północy).
Las Szpęgawski przecina dawna strategiczna linia kolejowa (Berlin-Królewiec), a dokładniej jej odcinek (Tczew-Starogard Gdański) i droga krajowa nr 22.

## Historia
Podczas okupacji Niemcy dokonali tu w latach 1939–1940 masowych egzekucji od ok. 5–7 tys. ludzi, zarówno Polaków, jak i cudzoziemców – w tym wielu duchownych, nauczycieli i Żydów oraz pacjentów szpitala dla umysłowo chorych w Kocborowie.
Dla upamiętnienia tamtych wydarzeń wzniesiono pomnik, na którym wyryto słowa: Miejsce uświęcone krwią Polaków poległych za wolność Ojczyzny. Tu od września 1939 r. hitlerowcy rozstrzelali około 7000 Polaków.